# María Irigoyenová
María Irigoyenová (* 24. června 1987 Tandil, Buenos Aires) je argentinská levoruká profesionální tenistka. Ve své dosavadní kariéře vyhrála na okruhu WTA Tour dva deblové turnaje na Rio Open 2014 a 2016. V rámci okruhu ITF získala do května 2016 sedmnáct titulů ve dvouhře a padesát osm ve čtyřhře.
Na žebříčku WTA byla ve dvouhře nejvýše klasifikována v července 2015 na 177. místě a ve čtyřhře pak v březnu 2016 na 53. místě.
V argentinském fedcupovém týmu debutovala v roce 2008 čtvrtfinálovým utkáním 2. světové skupiny proti Rakousku, v němž pomohla družstvu k postupu výhrou ve čtyřhře spolu s Betinou Jozamiovou. Do roku 2017 v soutěži nastoupila k dvaceti dvěma mezistátním utkáním s bilancí 5–11 ve dvouhře a 11–4 ve čtyřhře.

## Tenisová kariéra
Tenis začala hrát v sedmi letech. Na okruh ITF vstoupila v sezóně 2005, kdy si připsala první dva deblové tituly. Debutová výhra v singlové soutěži přišla, po dvou finálových porážkách, v červnu 2007 na bukurešťském turnaji ITF s dotací 10 000 dolarů, když si ve finále poradila s Ukrajinkou Katerinou Avdijenkovou 4–6, 6–1 a 6–4. Ve stejném roce si poprvé zahrála kvalifikaci na okruhu WTA Tour, a to na Copa Colsanitas v kolumbijské Bogotě. Do hlavní soutěže však neprošla. Až o rok později na stejné kolumbijské události debutovala v hlavní soutěži nejvyšší ženské úrovně WTA Tour. První kariérní zápas na této úrovni však po postupu z kvalifikace prohrála se Španělkou Lourdes Domínguezovou Linovou poměrem 4–6 a 0–6.
Na Panamerických hrách 2011 konaných v mexické Guadalajaře vybojovala zlatou medaili ve dvouhře žen.
Premiérové finále na okruhu WTA proměnila v titul, když na úvodním ročníku Rio Open 2014 probíhajícím v Rio de Janeiru se po boku Rumunky Irina-Camelia Beguová probojovala do finále ženské čtyřhry, v němž deklasovaly švédsko-jihoafrický pár Johanna Larssonová a Chanelle Scheepersová poměrem 6–2 a 6–0. Druhou trofej přidala opět na únorovém Rio Open 2016, kde s Paraguaykou Verónicou Cepedeovou Roygovou přehrály britsko-švýcarský pár Tara Mooreová a Conny Perrinová.

## Finálové účasti na turnajích WTA Tour
| Legenda                           |
| --------------------------------- |
| D – dvouhra; Č – čtyřhra          |
| Grand Slam (0)                    |
| WTA Tour Championships (0)        |
| Premier Mandatory & Premier 5 (0) |
| Premier (0)                       |
| International (2–4 Č)             |

### Čtyřhra: 6 (2–4)
| Stav       | Č. | Datum             | Turnaj                   | Povrch    | Spoluhráčka             | Soupeřky ve finále                         | Výsledek          |
| ---------- | -- | ----------------- | ------------------------ | --------- | ----------------------- | ------------------------------------------ | ----------------- |
| Vítězka    | 1. | 22. února 2014    | Rio de Janeiro, Brazílie | antuka    | Irina-Camelia Beguová   | Johanna Larssonová Chanelle Scheepersová   | 6–2, 6–0          |
| Finalistka | 1. | 21. února 2015    | Rio de Janeiro, Brazílie | antuka    | Irina-Camelia Beguová   | Ysaline Bonaventureová Rebecca Petersonová | 0–3skreč          |
| Finalistka | 2. | 31. července 2015 | Florianópolis, Brazílie  | antuka    | Paula Kaniová           | Annika Becková Laura Siegemundová          | 3–6, 6–7(1–7)     |
| Finalistka | 3. | 20. září 2015     | Quebec, Kanada           | tvrdý (h) | Paula Kaniová           | Barbora Krejčíková An-Sophie Mestachová    | 6–4, 3–6, [10–12] |
| Vítězka    | 2. | 20. února 2016    | Rio de Janeiro, Brazílie | antuka    | Verónica Cepede Roygová | Tara Mooreová Conny Perrinová              | 6–1, 7–6 (7–5)    |
| Finalistka | 4. | 29. dubna 2016    | Praha, Česko             | antuka    | Paula Kaniová           | Margarita Gasparjanová Andrea Hlaváčková   | 4–6, 2–6          |

## Finálové účasti na turnajích okruhu ITF
| $100,000 tournaments |
| $75,000 tournaments  |
| $50,000 tournaments  |
| $25,000 tournaments  |
| $10,000 tournaments  |

### Dvouhra: 30 (17–13)
| Stav       | Č.  | Datum              | Turnaj                     | Povrch | Soupeřka ve finále                 | Výsledek           |
| ---------- | --- | ------------------ | -------------------------- | ------ | ---------------------------------- | ------------------ |
| Finalistka | 1.  | 11. června 2006    | Jalapa, Mexiko             | tvrdý  | Andrea Kochová-Benvenutová         | 1–6, 6–3, 4–6      |
| Finalistka | 2.  | 9. července 2006   | Valencie, Venezuela        | tvrdý  | Estefania Craciúnová               | 5–7, 1–6           |
| Vítězka    | 3.  | 24. června 2007    | Bukurešť, Rumunsko         | antuka | Katerina Avdijenková               | 4–6, 6–1, 6–4      |
| Vítězka    | 4.  | 11. srpna 2007     | Caracas, Venezuela         | tvrdý  | Ana-Clara Duarteová                | 6–3, 6–3           |
| Vítězka    | 5.  | 2. září 2007       | Santa Cruz, Bolívie        | antuka | Verónica Spiegelová                | 6–3, 7–5           |
| Finalistka | 6.  | 13. září 2007      | Santo Andre, Brazílie      | tvrdý  | María Fernanda Álvarezová Teránová | 2–6, 2–6           |
| Finalistka | 7.  | 7. října 2007      | Monterrey, Mexiko          | tvrdý  | Tetiana Lužanská                   | 3–6, 2–6           |
| Vítězka    | 8.  | 17. listopadu 2007 | Buenos Aires, Argentina    | antuka | Andrea Benítezová                  | 6–1, 6–1           |
| Finalistka | 9.  | 24. listopadu 2007 | Buenos Aires, Argentina    | antuka | Agustina Leporeová                 | 3–6, 6–4, 2–6      |
| Finalistka | 10. | 6. září 2008       | Buenos Aires, Brazílie     | antuka | Roxane Vaisembergová               | 2–6, 5–7           |
| Vítězka    | 11. | 29. března 2009    | Metepec, Mexiko            | tvrdý  | Aranza Salutová                    | 7–6(6), 6–1        |
| Vítězka    | 12. | 18. dubna 2009     | Buenos Aires, Argentina    | antuka | Mailen Aurouxová                   | 6–3, 6–4           |
| Finalistka | 13. | 2. května 2009     | Buenos Aires, Argentina    | antuka | Mailen Aurouxová                   | 2–6, 3–6           |
| Vítězka    | 14. | 30. května 2009    | Córdoba, Argentina         | antuka | Marina Giral Lopesová              | 6–2, 7–6(6)        |
| Vítězka    | 15. | 6. června 2009     | Córdoba, Argentina         | antuka | Carla Lucerová                     | 6–1, 6–0           |
| Vítězka    | 16. | 4. října 2009      | Granada, Španělsko         | tvrdý  | Beatriz Garcíová Vidaganyová       | 7–5, 2–6, 4–3skreč |
| Vítězka    | 17. | 7. června 2010     | Campobasso, Itálie         | antuka | Laura Thorpeová                    | 6–2, 7–6(7)        |
| Vítězka    | 18. | 8. srpna 2011      | Santa Cruz, Bolívie        | antuka | Andrea Kochová-Benvenutová         | 6–2, 6–3           |
| Finalistka | 19. | 15. srpna 2011     | La Paz, Bolívie            | antuka | Andrea Kochová-Benvenutová         | 6–0, 7–6(7)        |
| Vítězka    | 20. | 15. srpna 2011     | Sao Jose, Brazílie         | antuka | Carolina Zeballosová               | 6–0, 6–0           |
| Vítězka    | 21. | 22. srpna 2011     | São Paulo, Brazílie        | antuka | Carla Lucerová                     | 6–2, 6–3           |
| Finalistka | 22. | 31. října 2011     | Asunción, Paraguay         | antuka | Romana Tabaková                    | 5–7, 7–6(9), 7–5   |
| Vítězka    | 23. | 16. července 2012  | Campos do Jordão, Brazílie | tvrdý  | Donna Vekićová                     | 7–5, 6–0           |
| Finalistka | 24. | 23. července 2012  | São José, Brazílie         | antuka | Florencia Molinerová               | 6–3, 6–4           |
| Finalistka | 25. | 1. července 2013   | São José, Brazílie         | antuka | Florencia Molinerová               | 0–6, 6–2, 6–3      |
| Vítězka    | 26. | 8. července 2013   | Campinas, Brazílie         | tvrdý  | Verónica Cepedeová Roygová         | 6–2, 6–2           |
| Finalistka | 27. | 15. července 2013  | Campos do Jordão, Brazílie | tvrdý  | Paula Cristina Gonçalvesová        | 3–6, 7–5, 6–1      |
| Finalistka | 28. | 9. prosince 2013   | Santiago, Chile            | antuka | Verónica Cepedeová Roygová         | 6–3, 6–4           |
| Vítězka    | 29. | 9. srpna 2014      | Caracas, Venezuela         | tvrdý  | Harmony Tanová                     | 6–1, 6–3           |
| Vítězka    | 30. | 4. května 2015     | Tunis, Tunisko             | antuka | Cindy Burgerová                    | 6-2 7-5            |